# Sandås, Kalmar

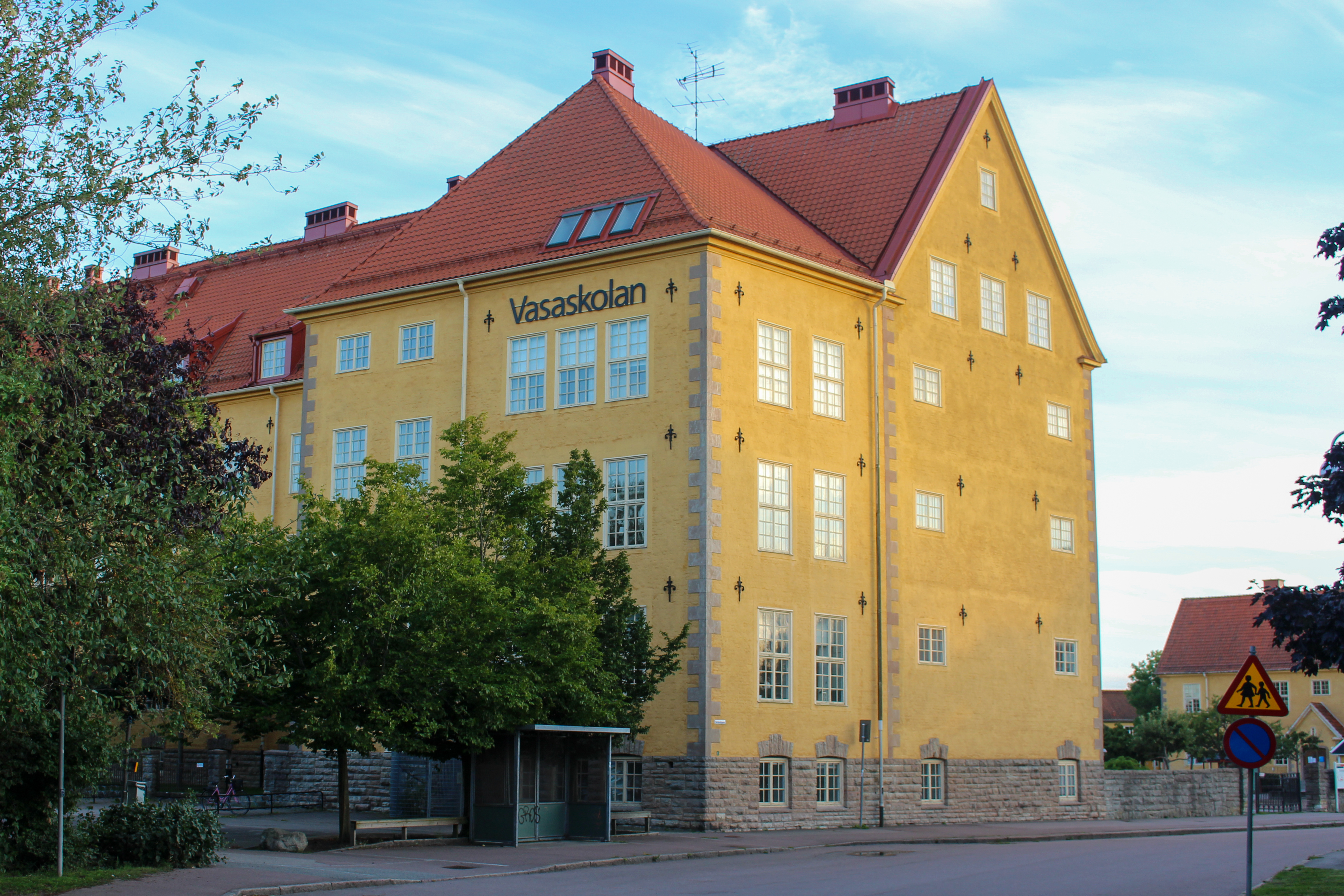
Vasaskolan i nationalromantisk stil från 1910-talet finns i stadsdelen.

Sandås är en stadsdel i Kalmar belägen cirka 1 km sydväst om centrum. Det är en av stadens äldsta stadsdelar med rötterna från 1700-talet, då de första bostäderna började anläggas. Stadsdelen ligger på en grusås där utfartsvägen åt väster länge gått. Här fanns tidigare flera anrika industrier inom tändsticksbranschen som Siefvert och Fornander, Arenco och Norden. Området begränsas av Stensövägen i väster, Ståthållaregatan i söder och Stensbergsvägen I öster, samt av järnvägen i norr. Området domineras av lägenhetshus i två till fyra våningar byggda under första hälften av 1900-talet, men rymmer också villor och industrier. Området ska enligt rådande översiktsplan förtätas med flerbostadshus.
Traditionellt sett är området fäste för anhängare till Kalmar FF, att jämföra med området runt Hantverkaregatan och norrut som traditionellt utgörs av anhängare till Kalmar AIK.